# Vranjemilovke
Vranjemilovke (lat. Plumbaginaceae), biljna porodica u razredu Caryophyllales (Klinčićolike) kojoj pripada 24 priznata roda s preko 630 vrsta, od kojih je najvažniji rod vranjemil (Plumbago). Porodica je rašćirena širopm svijeta i po svim kontinentima. Potporodica Plumbaginoideae zastupljena je od višegodišnjeg raslinja i grmova, osobito u tropskim predjelima Afrike, južne Azije, Amerike, zemljama sredozemlja i sjevernoj Austtraliji. 
Ime roda Plumbago, po kojem i porodica i potporodica nosi ime dolazi po grčkoj riječi plumbum (=olovo), a tako je prozvan po olovnosivim mrljama na naličju listova. Drugu potporodicu Limonioideae čine tribusi Aegialitideae s manjim grmićima koji rastu po Indoneziji, Melaneziji, sjevernoj Australiji i mangrovim šumama, i Limonieae s višegodišnjim raslinjem i grmovima.

## Potporodice i rodovi
- Plumbaginoideae Burnett
  - Ceratostigma Bunge
  - Plumbagella Spach
  - Plumbago Tourn. ex L., vranjemil
- Limonioideae Reveal
  - Aegialitideae Z.X.Peng Fl.
    - Aegialitis R.Br.

  - Limonieae Reveal
    - Acantholimon Boiss., akantolimon
    - Armeria (DC.) Willd., babina svila
    - Bakerolimon (Hook.f.) Lincz.
    - Bamiania Lincz.
    - Bukiniczia Lincz.
    - Cephalorhizum Popov & Korovin
    - Ceratolimon M.B.Crespo & Lledó
    - Chaetolimon (Bunge) Lincz.
    - Dictyolimon Rech.f.
    - Goniolimon Boiss., vražemil
    - Ikonnikovia Lincz.
    - Limoniastrum Heist. ex Fabr., limonijastrum
    - Limoniopsis Lincz.
    - Limonium Mill., travulja, mrižica, mrežica, morska lavanda.
    - Myriolimon Lledó, Erben & M.B.Crespo
    - Neogontscharovia Lincz.
    - Psylliostachys (Jaub. & Spach) Nevski, psilijostahis
    - Saharanthus M.B.Crespo & Lledó

## Vanjske poveznice
|  | Zajednički poslužitelj ima još gradiva o temi Plumbaginaceae |
|  | Wikivrste imaju podatke o taksonu Plumbaginaceae             |